# Manio Otacilio Catulo
Manio Otacilio Cátulo (en latín, Manius Otacilius Catulus, fl. 88-95) fue un senador romano del siglo I, que desarrolló su cursus honorum bajo los emperadores de la dinastía Flavia.

## Orígenes y carrera
Otacilio Cátulo tenía posesiones en Naro (Sicilia), de donde posiblemente era natural.
Su único cargo conocido fue el de consul suffectus para el nundinum de septiembre a diciembre de 88, bajo Domiciano.
También es conocido por haber convivido en su ancianidad con una concubina a la que dejó en su testamento en 95 la enorme suma de 200 millones de sestercios, tal y como se recoge en el Digesto.